# Ramal Cruz Alta-Santa Rosa
O Ramal Cruz Alta–Santa Rosa (EF-493), também conhecido como Ramal de Santo Ângelo, é um ramal ferroviário localizado no Noroeste do Rio Grande do Sul. Inicia em Cruz Alta, passa por Ijuí, Catuípe, Santo Ângelo, Giruá e termina em Santa Rosa. Ao tempo de sua operação máxima, desempenhou grande importância econômica, política e histórica para a região.

## História
O ramal foi construído pelo 1º Batalhão Ferroviário e, embora aprovado desde 1895, somente em 1911 foi entregue seu primeiro trecho ligando Cruz Alta, na linha Marcelino Ramos-Santa Maria a Ijuí. Em 1915 chegou a Catuípe, depois a Santo Ângelo (1921), a Giruá (1928) e somente em 1940 atingiu sua extensão máxima, em Santa Rosa. Era chamado de "Ramal de Ouro" por causa da grande quantidade de mercadorias que transportava. Trens de passageiros trafegaram pelo ramal certamente até os anos 1980. Atualmente o ramal está concessionado à Rumo Logística, que mantém apenas transporte de cargas.

### Cronologia
- 1911 – Entregue o primeiro trecho do ramal, até Ijuí
- 1915 – A ferrovia chega a Catuípe
- 1918 – Iniciou a construção da Estação Férrea de Santo Ângelo
- 1921 – A ferrovia chega a Santo Ângelo. Foi nesta época que o engenheiro Luís Carlos Prestes recebeu a missão de instalar o Batalhão Ferroviário em Santo Ângelo, portanto foi construída por militares e homens sob o comando de Prestes.
- 1928 – A ferrovia chega a Giruá
- 1940 – Atinge a extensão máxima chegando até Santa Rosa.